# رافاييل سانتوس دي سوزا
رافاييل سانتوس دي سوزا (بالبرتغالية: Rafael Santos de Sousa‏) هو لاعب كرة قدم برازيلي في مركز قلب الدفاع ولد في يوم 2 فبراير 1998 في مدينة غواراجا في البرازيل. يلعب حالياً مع نادي أبويل وسبق له اللعب مع نادي فلامنغو.